# علی عسگر (روستا)
علی عسگر، روستایی از توابع بخش میانکوه شهرستان اردل ، در استان چهارمحال و بختیاری ایران است.

## جمعیت
این روستا در دهستان شلیل قرار دارد و براساس سرشماری مرکز آمار ایران در سال ۱۳۸۵، جمعیت آن ۲۰۳ نفر (۴۴خانوار) بوده‌است.